# Mu Pegasi
Désignations
Mu Pegasi (μ Peg / μ Pegasi) dans la Désignation de Bayer est une étoile de la constellation de Pégase. Sadalbari est le nom approuvé pour elle par l’Union astronomique internationale (UAI).
Etoile jaune de type spectral G8III, elle possède une magnitude apparente de 3,5. Mu Pegasi se situe à environ 108 années-lumière de la Terre.

## Nomenclature et histoire

### Du ciel des Arabes à l’UAI

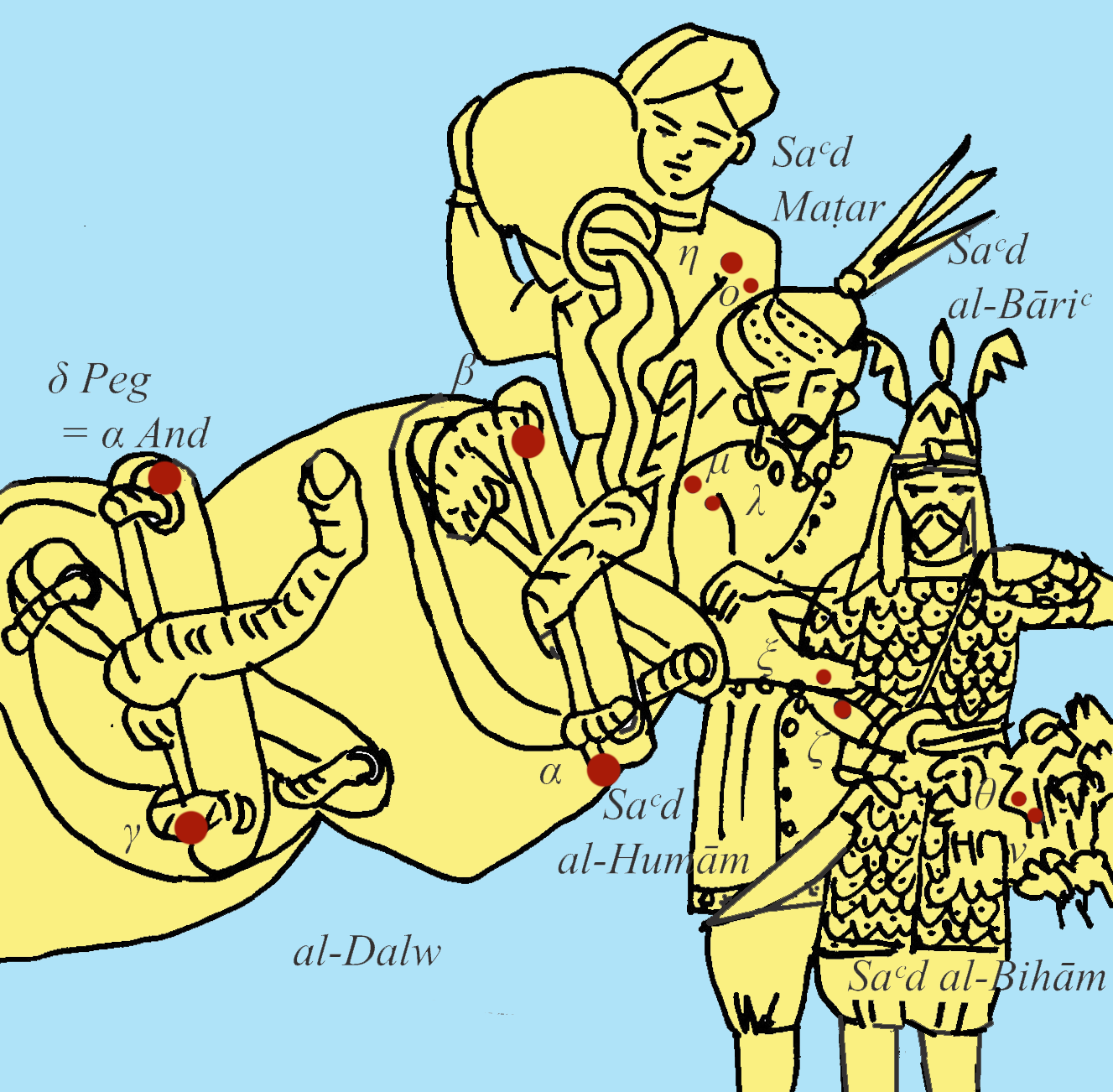
السعود al-Suᶜūd, « les Propices », et الدلوal-Dalw, « le Dalou », les figures correspondant à l'espace de Pégase dans le ciel arabe traditionnel.

Sadalbari, soit le nom retenu par l’UAI, est, au départ, l’arabe  سعد البارع Saᶜd al-Bāriᶜ, « la Propice de l’Excellent », nom affecté au couple λμ Peg dans le ciel arabe traditionnel, c’est-à-dire le ciel formé sur la base des manāzil al-qamar ou « stations lunaires ». L’arabe al-bāriᶜ signifie « celui qui surpasse les autres en beauté, en mérite, en bravoure », et le fait que Bāriᶜ soit un nom de personne toujours porté de nos jours conforte l’hypothèse qu’il fut, dans l’Antiquité arabe, comme tous les noms propres de la série des Suᶜūd, les  « Propices », un nom de divinité. Le nom est transcrit ‘Sa’d Bâri’ par Thomas Hyde (1665) dans sa traduction du زيجِ سلطانی Zīğ-i Sulṭānī ou « Tables sultaniennes » d’Uluġ Bēg (1437). Puis, par l’intermédiaire du philologue Friedrich Wilhelm Lach (1796) qui retranscrit ’sa’d barih’, nous lisons le nom Sa’d Barih pour le couple λμ Peg dans l’Uranographia de Johann Elert Bode (1801), nom encore une fois transcrit Sa’d al-Bāri’ par Richard Allen (1899) . C’est à George A. Davis Jr (1944) que l’on doit la simplication du nom en Sadalbari appliqué à la seule étoile μ Peg, dès lors repris par les catalogues,. 

### En chine
μ Peg est '離宮二, soit « la 2e étoile » de l'astérisme 離宮 (pinyin : Lígōng), « Partir (?) du Palais ».